# Daniel Cudmore
Daniel Cudmore (Squamish, 20 gennaio 1981) è un attore canadese, noto per aver interpretato il mutante Colosso nella serie cinematografica degli X-Men e il volturo Felix nella saga di Twilight.

## Biografia

### Carriera
Cudmore è famoso per aver recitato il personaggio di Colosso nella saga cinematografica degli X-Men nei film X-Men 2, X-Men - Conflitto finale e X-Men - Giorni di un futuro passato.
Interpreterà la parte del vampiro Felix in The Twilight Saga: New Moon, ricoprendo poi il ruolo anche in The Twilight Saga: Eclipse, The Twilight Saga: Breaking Dawn - Parte 1 e The Twilight Saga: Breaking Dawn - Parte 2.
Nel 2012 reciterà nel film The Baytown Outlaws - I fuorilegge, mentre nel 2016 prende parte a Le leggende del tempio nascosto e, sempre nello stesso anno, recita in Warcraft - L'inizio.
Nel 2018 ha recitato nel primo episodio della quinta stagione di  The Flash 

### Vita privata
È nato e cresciuto a Squamish, nella Columbia Britannica, da genitori inglesi. La madre, Sue Bailey, lavora per la British Columbia Film Commission; il padre, Richard Cudmore, è un medico. È il secondo di tre figli.
Cudmore ha frequentato la Gannon University ed è stato membro della squadra di calcio (2000 - 2002). È stato l'attaccante del Rugby Football Club Capilano di Vancouver. Suo fratello maggiore Jamie Cudmore è un membro della Nazionale di rugby a 15 del Canada. Anche suo fratello minore, Luca, gioca anche per Capilano RFC. È alto 201 cm e pesa 108 kg.

## Filmografia

### Cinema
- X-Men 2 (X2), regia di Bryan Singer (2003)
- Io, lei e i suoi bambini (Are We There Yet?), regia di Brian Levant (2005)
- Alone in the Dark, regia di Uwe Boll (2005)
- X-Men - Conflitto finale (X-Men: The Last Stand), regia di Brett Ratner (2006)
- Driven to Kill - Guidato per uccidere (Driven to Kill), regia di Jeff King (2009)
- The Twilight Saga: New Moon, regia di Chris Weitz (2009)
- Icarus, regia di Dolph Lundgren (2010)
- A Night for Dying Tigers, regia di Terry Miles (2010)
- The Twilight Saga: Eclipse, regia di David Slade (2010)
- The Twilight Saga: Breaking Dawn - Parte 1, regia di Bill Condon (2011)
- The Twilight Saga: Breaking Dawn - Parte 2, regia di Bill Condon (2012)
- Rites of Passage, regia di W. Peter Iliff (2012)
- The Baytown Outlaws - I fuorilegge (The Baytown Outlaws), regia di Barry Battles (2012)
- Percy Jackson e gli dei dell'Olimpo - Il mare dei mostri (Percy Jackson: Sea of Monsters), regia di Thor Freudenthal (2013)
- X-Men - Giorni di un futuro passato (X-Men: Days of Future Past), regia di Bryan Singer (2014)
- 12 Rounds 3: Lockdown, regia di Stephen Reynolds (2015)
- Warcraft - L'inizio (Warcraft), regia di Duncan Jones (2016)
- Devil in the Dark, regia di Tim Brown (2017)
- Treasure Hounds, regia di Tim Brown (2017)

### Televisione
- Stargate SG-1 - serie TV, episodio 7x02 (2003)
- The Collector - serie TV, episodio 1x12 (2004)
- Un Babbo Natale... di gran classe (A Very Cool Christmas) - film TV, regia di Sam Irvin (2004)
- Masters of Horror - serie TV, episodio 2x12 (2007)
- The Backshop Show - serie TV, episodio 1x02 (2008)
- Revolution - film TV, regia di Michael Rymer (2009)
- Merlin and the Book of Beasts - film TV, regia di Warren P. Sonoda (2010)
- To the Mat - film TV, regia di Robert Iscove (2011)
- Fringe - serie TV, episodio 4x16 (2012)
- Halo 4: Forward Unto Dawn - webserie, 5 episodi (2012)
- The True Heroines - serie TV, episodio 1x05 (2013)
- Bed & Breakfast with Love - film TV, regia di Peter DeLuise (2015)
- Comedy Bang! Bang! - serie TV, episodio 4x12 (2015)
- Arrow - serie TV, episodio 4x14 (2016)
- Fresh Off the Boat - serie TV, episodio 3x02 (2016)
- Le leggende del tempio nascosto (Legends of the Hidden Temple), regia di Joe Menendez – film TV (2016)
- Real Detective - serie TV, episodio 2x04 (2016)
- All of My Heart: Inn Love - film TV, regia di Terry Ingram (2017)
- Van Helsing - serie TV, episodio 2x04 (2017)
- The Flash - serie TV, episodio 5x01 (2018)
- All of My Heart: The Wedding - film TV, regia di Terry Ingram (2018)
- Legends of Tomorrow - serie TV, episodi 4x06-4x15-4x16 (2018)
- The Magicians - serie TV, episodio 4x02 (2019)

## Doppiatori italiani
Nelle versioni in italiano delle opere in cui ha recitato, Daniel Cudmore è stato doppiato da:
- Alessandro Ballico in The Twilight Saga: New Moon, The Twilight Saga: Eclipse
- Carlo Scipioni in X-Men 2, X-Men - Conflitto finale
- Antonino Saccone in The Flash
- Giorgio Melazzi in Halo 4: Forward Unto Dawn
- Mauro Magliozzi in X-Men - Giorni di un futuro passato